# Enzyklopädie deutscher Geschichte
Die Enzyklopädie deutscher Geschichte (EdG) ist eine seit 1988 erscheinende, fortlaufend ergänzte Spezialenzyklopädie zur deutschen Geschichte, die nach dem Konzept der Buchreihe Oldenbourg Grundriss der Geschichte erstellt wird. Jeder Band ist dementsprechend in drei Abschnitte gegliedert, nämlich einem enzyklopädischen Überblick, den Grundproblemen und Tendenzen der Forschung sowie einer systematisch geordneten Bibliographie.
Das von Lothar Gall in Gemeinschaft mit Elisabeth Fehrenbach, Johannes Fried, Klaus Hildebrand, Karl Heinrich Kaufhold und Horst Möller herausgegebene Gesamtwerk sollte zunächst 100 Bände umfassen, inzwischen sollen es 110 Bände werden. Davon sind 25 für das Mittelalter vorgesehen, 34 für die Frühe Neuzeit, der Rest verteilt sich auf das 19. und 20. Jahrhundert. Der erste Band erschien 1988. Bis 2006 waren 79 Bände im Münchener R. Oldenbourg Verlag erschienen, bis 2018 waren im Verlag De Gruyter-Oldenbourg weitere neue 15 Bände hinzugekommen. Nach Band 94 (2018) ist kein weiterer Band veröffentlicht worden (Stand 2025). Etliche Bände sind in aktualisierten und erweiterten Auflagen erschienen.
Folgende Bände sind verfügbar bzw. vorgesehen:

## Mittelalter

### Gesellschaft
- Werner Rösener: Agrarwirtschaft, Agrarverfassung und ländliche Gesellschaft im Mittelalter. 1992 (Bd. 13), ISBN 3-486-55024-1.
- Werner Hechberger: Adel, Ministerialität und Rittertum im Mittelalter. 2. Auflage. 2010 (Bd. 72), ISBN 3-486-59758-2.
- Frank G. Hirschmann: Die Stadt im Mittelalter. 2., aktualisierte und erweiterte Auflage. 2016 (Bd. 84), ISBN 3-11-045814-4.
- N.N.: Die Armen im Mittelalter.
- Hedwig Röckelein: Geschlechtergeschichte im Mittelalter.
- Michael Toch: Die Juden im mittelalterlichen Reich. 3., um einen Nachtrag erweiterte Auflage. 2013 (Bd. 44), ISBN 3-486-71908-4.

### Wirtschaft
- Michael Rothmann: Wirtschaftlicher Wandel und Wirtschaftspolitik im Mittelalter.

### Kultur, Alltag, Mentalitäten
- Johannes Fried: Wissen als soziales System im Frühen und Hochmittelalter.
- Johannes Helmrath: Die geistige Kultur im späteren Mittelalter.
- Werner Paravicini: Die ritterlich-höfische Kultur des Mittelalters. 3., um einen Nachtrag erweiterte Auflage. 2011 (Bd. 32), ISBN 3-486-70416-8.

### Religion und Kirche
- Michael Borgolte: Die mittelalterliche Kirche. 2. Auflage. 2004 (Bd. 17), ISBN 3-486-20026-7.
- Gert Melville: Mönchtum und religiöse Bewegungen im Mittelalter.
- Arnold Angenendt: Grundformen der Frömmigkeit im Mittelalter. 2. Auflage. 2004 (Bd. 68), ISBN 3-486-55700-9.

### Politik, Staat, Verfassung
- Walter Pohl: Die Germanen. 2. Auflage. 2004 (Bd. 57), ISBN 3-486-56755-1.
- Thomas Wünsch: Die Slawen in der deutschen Geschichte des Mittelalters.
- Reinhold Kaiser: Das römische Erbe und das Merowingerreich. 3., überarbeitete und erweiterte Auflage. 2004 (Bd. 26), ISBN 3-486-56722-5.
- Jörg W. Busch: Die Herrschaften der Karolinger 714–911. 2011 (Bd. 88), ISBN 3-486-55779-3.
- Joachim Ehlers: Die Entstehung des deutschen Reiches. 4. Auflage. 2012 (Bd. 31), ISBN 3-486-71721-9.
- Egon Boshof: Königtum und Königsherrschaft im 10. und 11. Jahrhundert. 3., aktualisierte und um einen Nachtrag erweiterte Auflage. 2010 (Bd. 27), ISBN 3-486-59237-8.
- Wilfried Hartmann: Der Investiturstreit. 3., überarbeitete und erweiterte Auflage, München 2007 (Bd. 21), ISBN 3-486-57841-3.
- Bernhard Schimmelpfennig: Könige und Fürsten, Kaiser und Papst im 12. Jahrhundert. 2. Auflage. 2010 (Bd. 37), ISBN 3-486-59678-0.
- Dieter Berg: Deutschland und seine Nachbarn 1200–1500. 1996 (Bd. 40), ISBN 3-486-55707-6.
- Heribert Müller: Die kirchliche Krise des Spätmittelalters. Schisma, Konziliarismus und Konzilien. 2012 (Bd. 90), ISBN 3-486-55864-1.
- Karl-Friedrich Krieger: König, Reich und Reichsreform im Spätmittelalter. 2., durchgesehene Auflage. 2005 (Bd. 14), ISBN 3-486-57670-4.
- Ernst Schubert: Fürstliche Herrschaft und Territorium im späten Mittelalter. 2. Auflage. 2006 (Bd. 35), ISBN 3-486-57978-9.

## Frühe Neuzeit

### Gesellschaft
- Christian Pfister: Bevölkerungsgeschichte und historische Demographie 1500–1800. 2. Auflage. 2007 (Bd. 28), ISBN 3-486-58157-0.
- Reinhold Reith: Umweltgeschichte der Frühen Neuzeit. 2011 (Bd. 89), ISBN 3-486-57622-4.
- Bernhard R. Kroener: Kriegswesen, Herrschaft und Gesellschaft 1300–1800. 2013 (Bd. 92), ISBN 3-486-56592-3.
- André Holenstein: Bauern zwischen Bauernkrieg und Dreißigjährigem Krieg. 1996 (Bd. 38), ISBN 3-486-55714-9.
- Werner Troßbach: Bauern 1648–1806. 1992 (Bd. 19), ISBN 3-486-55055-1.
- Rudolf Endres: Adel in der Frühen Neuzeit. 1993 (Bd. 18), ISBN 3-486-55742-4.
- Rainer A. Müller: Der Fürstenhof in der Frühen Neuzeit. 2. Auflage. 2004 (Bd. 33), ISBN 3-486-56766-7.
- Heinz Schilling: Die Stadt in der Frühen Neuzeit. 3., um einen Nachtrag erweiterte Auflage. 2015 (Bd. 24), ISBN 3-11-039963-6.
- Wolfgang von Hippel: Armut, Unterschichten, Randgruppen in der Frühen Neuzeit. 2., aktualisierte und um einen Nachtrag erweiterte Auflage. 2013 (Bd. 34), ISBN 3-486-70224-6.
- Peter Blickle: Unruhen in der ständischen Gesellschaft 1300–1800. 3., aktualisierte und erweiterte Auflage. 2012 (Bd. 1), ISBN 3-486-71413-9.
- Andreas Rutz: Frauen- und Geschlechtergeschichte 1500–1800.
- J. Friedrich Battenberg: Die Juden in Deutschland vom 16. bis zum Ende des 18. Jahrhunderts. 2001 (Bd. 60), ISBN 3-486-55777-7.

### Wirtschaft
- Franz Mathis: Die deutsche Wirtschaft im 16. Jahrhundert. 1992 (Bd. 11), ISBN 3-486-55798-X.
- Rainer Gömmel: Die Entwicklung der Wirtschaft im Zeitalter des Merkantilismus 1620–1800. 1998 (Bd. 46), ISBN 3-486-55757-2.
- Walter Achilles: Landwirtschaft in der Frühen Neuzeit. 1991 (Bd. 10), ISBN 3-486-55739-4.
- Wilfried Reininghaus: Gewerbe in der Frühen Neuzeit. 1990 (Bd. 3), ISBN 3-486-55401-8.
- Michael North: Kommunikation, Handel, Geld und Banken in der Frühen Neuzeit. 2., um einen Nachtrag erweiterte Auflage. 2014 (Bd. 59), ISBN 3-11-039855-9.

### Kultur, Alltag, Mentalitäten
- Andreas Würgler: Medien in der Frühen Neuzeit. 2., durchgesehene Auflage. 2013 (Bd. 85), ISBN 3-486-75521-8.
- Ulrich Muhlack: Renaissance und Humanismus. 2017 (Bd. 93), ISBN 3-486-57932-0.
- Notker Hammerstein: Bildung und Wissenschaft vom 15. bis zum 17. Jahrhundert. 2003 (Bd. 64), ISBN 3-486-55592-8.
- Anton Schindling: Bildung und Wissenschaft in der Frühen Neuzeit 1650–1800. 2. Auflage. 1999 (Bd. 30), ISBN 3-486-56422-6.
- Winfried Müller: Die Aufklärung. 2002 (Bd. 61), ISBN 3-486-55764-5.
- Bernd Roeck: Lebenswelt und Kultur des Bürgertums in der Frühen Neuzeit. 2., um einen Nachtrag erweiterte Auflage. 2011 (Bd. 9), ISBN 3-486-59800-7.
- Robert von Friedeburg: Lebenswelt und Kultur der unterständischen Schichten in der Frühen Neuzeit. 2002 (Bd. 62), ISBN 3-486-55795-5.

### Religion und Kirche
- Olaf Mörke: Die Reformation. Voraussetzungen und Durchsetzung. 3., aktualisierte und um einen Nachtrag erweiterte Auflage. 2017 (Bd. 74), ISBN 3-11-045810-1.
- Heinrich Richard Schmidt: Konfessionalisierung im 16. Jahrhundert. 1992 (Bd. 12), ISBN 3-486-55037-3.
- Michael Maurer: Kirche, Staat und Gesellschaft im 17. und 18. Jahrhundert. 1999 (Bd. 51), ISBN 3-486-55793-9.
- Hans-Jürgen Goertz: Religiöse Bewegungen in der Frühen Neuzeit. 1993 (Bd. 20), ISBN 3-486-55759-9.

### Politik, Staat, Verfassung
- Helmut Neuhaus: Das Reich in der Frühen Neuzeit. 2. Auflage. 2003 (Bd. 42), ISBN 3-486-56729-2.
- Joachim Bahlcke: Landesherrschaft, Territorien und Staat in der Frühen Neuzeit. 2012 (Bd. 91), ISBN 3-486-55046-2.
- Kersten Krüger: Die Landständische Verfassung. 2003 (Bd. 67), ISBN 3-486-55017-9.
- Walter Demel: Vom aufgeklärten Reformstaat zum bürokratischen Staatsabsolutismus. 2., um einen Nachtrag erweiterte Auflage. 2010 (Bd. 23), ISBN 3-486-59240-8.

### Staatensystem, internationale Beziehungen
- Alfred Kohler: Das Reich im Kampf um die Hegemonie in Europa 1521–1648. 2., um einen Nachtrag erweiterte Auflage. 2010 (Bd. 6), ISBN 3-486-59782-5.
- Heinz Duchhardt: Altes Reich und europäische Staatenwelt 1648–1806. 1990 (Bd. 4), ISBN 3-486-55421-2.

## 19. und 20. Jahrhundert

### Gesellschaft
- Josef Ehmer: Bevölkerungsgeschichte und Historische Demographie 1800–2000. 2., um einen Nachtrag erweiterte Auflage. 2013 (Bd. 71), ISBN 3-486-71218-7.
- Jochen Oltmer: Migration im 19. und 20. Jahrhundert. 3., aktualisierte und erweiterte Auflage u.d.T.: Migration vom 19. bis zum 21. Jahrhundert. 2016 (Bd. 86), ISBN 3-11-047137-X.
- Frank Uekötter: Umweltgeschichte des 19. und 20. Jahrhunderts. 2007 (Bd. 81), ISBN 3-486-57631-3.
- Heinz Reif: Adel im 19. und 20. Jahrhundert. 2., um einen Nachtrag erweiterte Auflage. 2012 (Bd. 55), ISBN 3-486-70700-0.
- Andreas Gestrich: Geschichte der Familie im 19. und 20. Jahrhundert. 3., um einen Nachtrag erweiterte Auflage. 2013 (Bd. 50), ISBN 3-486-71410-4.
- Christoph Bernhardt: Urbanisierung im 19. und 20. Jahrhundert.
- Lothar Gall: Von der ständischen zur bürgerlichen Gesellschaft. 2., aktualisierte Auflage. 2012 (Bd. 25), ISBN 3-486-71276-4.
- Günther Schulz: Die Angestellten seit dem 19. Jahrhundert. 2000 (Bd. 54), ISBN 3-486-55044-6.
- Gerhard Schildt: Die Arbeiterschaft im 19. und 20. Jahrhundert. 1996 (Bd. 36), ISBN 3-486-55010-1.
- Gisela Mettele: Frauen- und Geschlechtergeschichte im 19. und 20. Jahrhundert.
- Shulamit Volkov: Die Juden in Deutschland 1780–1918. 2., verbesserte Auflage. 2000 (Bd. 16), ISBN 3-486-56481-1.
- Moshe Zimmermann: Die deutschen Juden 1914–1945. 1997 (Bd. 43), ISBN 3-486-55080-2.
- Benjamin Ziemann: Pazifismus im 19. und 20. Jahrhundert.

### Wirtschaft
- Hans-Werner Hahn: Die industrielle Revolution in Deutschland. 3., durchgesehene und um einen Nachtrag erweiterte Auflage. 2011 (Bd. 49), ISBN 3-486-59831-7.
- Wilfried Feldenkirchen: Die deutsche Wirtschaft im 20. Jahrhundert. 1998 (Bd. 47), ISBN 3-486-55744-0.
- Clemens Zimmermann: Agrarwirtschaft und ländliche Gesellschaft im 19. Jahrhundert.
- Ulrich Kluge: Agrarwirtschaft und ländliche Gesellschaft im 20. Jahrhundert. 2005 (Bd. 73), ISBN 3-486-56605-9.
- Toni Pierenkemper: Gewerbe und Industrie im 19. und 20. Jahrhundert. 2., um einen Nachtrag erweiterte Auflage. 2007 (Bd. 29), ISBN 3-486-58320-4.
- Karl Heinrich Kaufhold: Handel und Verkehr im 19. Jahrhundert.
- Christopher Kopper: Handel und Verkehr im 20. Jahrhundert. 2002 (Bd. 63), ISBN 3-486-55076-4.
- Eckhard Wandel: Banken und Versicherungen im 19. und 20. Jahrhundert. 1998 (Bd. 45), ISBN 3-486-55072-1.
- Christian Kleinschmidt: Technik und Wirtschaft im 19. und 20. Jahrhundert. 2007 (Bd. 79), ISBN 3-486-58030-2.
- Werner Plumpe: Unternehmensgeschichte im 19. und 20. Jahrhundert. 2018 (Bd. 94), ISBN 3-486-58104-X.
- Rudolf Boch: Staat und Wirtschaft im 19. Jahrhundert. 2004 (Bd. 70), ISBN 3-486-55712-2.
- Gerold Ambrosius: Staat und Wirtschaft im 20. Jahrhundert. 1990 (Bd. 7), ISBN 3-486-55481-6.

### Kultur, Alltag, Mentalitäten
- Hans-Christof Kraus: Kultur, Bildung und Wissenschaft im 19. Jahrhundert. 2008 (Bd. 82), ISBN 3-486-55727-0.
- Frank-Lothar Kroll: Kultur, Bildung und Wissenschaft im 20. Jahrhundert. 2003 (Bd. 65), ISBN 3-486-55002-0.
- Andreas Schulz: Lebenswelt und Kultur des Bürgertums im 19. und 20. Jahrhundert. 2., um einen Nachtrag erweiterte Auflage. 2014 (Bd. 75), ISBN 3-11-034581-1.
- Wolfgang Kaschuba: Lebenswelt und Kultur der unterbürgerlichen Schichten im 19. und 20. Jahrhundert. 1990 (Bd. 5), ISBN 3-486-55441-7.

### Religion und Kirche
- Gerhard Besier: Kirche, Politik und Gesellschaft im 19. Jahrhundert. 1998 (Bd. 48), ISBN 3-486-55709-2.
- Gerhard Besier: Kirche, Politik und Gesellschaft im 20. Jahrhundert. 2000 (Bd. 56), ISBN 3-486-56437-4.

### Politik, Staat, Verfassung
- Jürgen Müller: Der Deutsche Bund 1815–1866. 2006 (Bd. 78), ISBN 3-486-55028-4.
- Elisabeth Fehrenbach: Verfassungsstaat und Nationsbildung 1815–1871. 2., um einen Nachtrag erweiterte Auflage. 2007 (Bd. 22), ISBN 3-486-58217-8.
- Hans-Peter Ullmann: Politik im Deutschen Kaiserreich 1871–1918. 2., durchgesehene Auflage 2005 (Bd. 52), ISBN 3-486-57707-7.
- Andreas Wirsching: Die Weimarer Republik. Politik und Gesellschaft. 2., um einen Nachtrag erweiterte Auflage. 2008 (Bd. 58), ISBN 3-486-58736-6.
- Ulrich von Hehl: Nationalsozialistische Herrschaft. 2. Auflage. 2001 (Bd. 39), ISBN 3-486-56580-X.
- Adolf M. Birke: Die Bundesrepublik Deutschland. Verfassung, Parlament und Parteien 1945–1998. 2. Auflage, ergänzt und aktualisiert von Udo Wengst. 2010 (Bd. 41), ISBN 3-486-59221-1.
- Günther Heydemann: Die Innenpolitik der DDR. 2003 (Bd. 66), ISBN 3-486-55770-X.
- Ralf Pröve: Militär, Staat und Gesellschaft im 19. Jahrhundert. 2006 (Bd. 77), ISBN 3-486-57633-X.
- Bernhard R. Kroener: Militär, Staat und Gesellschaft im 20. Jahrhundert. 2011 (Bd. 87), ISBN 3-486-57635-6.
- Axel Schildt: Die Sozialgeschichte der Bundesrepublik Deutschland bis 1989/90. 2007 (Bd. 80), ISBN 3-486-56603-2.
- Arnd Bauerkämper: Die Sozialgeschichte der DDR. 2005 (Bd. 76), ISBN 3-486-57637-2.

### Staatensystem, internationale Beziehungen
- Anselm Doering-Manteuffel: Die deutsche Frage und das europäische Staatensystem 1815–1871. 3., um einen Nachtrag erweiterte Auflage. 2010 (Bd. 15), ISBN 3-486-59675-6.
- Klaus Hildebrand: Deutsche Außenpolitik 1871–1918. 3., überarbeitete und um einen Nachtrag erweiterte Auflage. 2008 (Bd. 2), ISBN 3-486-58698-X.
- Gottfried Niedhart: Die Außenpolitik der Weimarer Republik. 3., aktualisierte und um einen Nachtrag erweiterte Auflage. 2013 (Bd. 53), ISBN 3-486-71600-X.
- Marie-Luise Recker: Die Außenpolitik des Dritten Reiches. 2., um einen Nachtrag erweiterte Auflage. 2010 (Bd. 8), ISBN 3-486-59182-7.
- Ulrich Lappenküper: Die Außenpolitik der Bundesrepublik Deutschland 1949 bis 1990. 2008 (Bd. 83), ISBN 3-486-55039-X.
- Joachim Scholtyseck: Die Außenpolitik der DDR. 2003 (Bd. 69), ISBN 3-486-55748-3.

## Ausgaben
| Band | Titel                                                                             | Autor                     | Auflage/Jahr (Erstausgabe) | Anmerkung                                                                                          | ISBN                   |
| ---- | --------------------------------------------------------------------------------- | ------------------------- | -------------------------- | -------------------------------------------------------------------------------------------------- | ---------------------- |
| 1    | Unruhen in der ständischen Gesellschaft 1300–1800                                 | Peter Blickle             | 3/2012 (1988)              | | ISBN 978-3-486-71413-5 |
| 2    | Deutsche Außenpolitik 1871–1918                                                   | Klaus Hildebrand          | 3/2008 (1989)              | | ISBN 978-3-486-58698-5 |
| 3    | Gewerbe in der Frühen Neuzeit                                                     | Wilfried Reinighaus       | 1990                       | | ISBN 978-3-486-55411-3 |
| 4    | Altes Reich und europäische Staatenwelt 1648–1806                                 | Heinz Durchhardt          | 1990                       | | ISBN 978-3-486-55421-2 |
| 5    | Lebenswelt und Kultur der unterbürgerlichen Schichten im 19. und 20. Jahrhundert  | Wolfgang Kaschuba         | 1990                       | | ISBN 978-3-486-55451-9 |
| 6    | Das Reich im Kampf um die Hegemonie in Europa 1521–1648                           | Alfred Kohler             | 2/2010 (1990)              | | ISBN 978-3-486-59782-0 |
| 7    | Staat und Wirtschaft im 20. Jahrhundert                                           | Gerold Ambrosius          | 1990                       | | ISBN 978-3-486-55481-6 |
| 8    | Die Außenpolitik des Dritten Reiches                                              | Marie-Luise Recker        | 2/2010 (1990)              | | ISBN 978-3-486-59182-8 |
| 9    | Lebenswelt und Kultur des Bürgertums in der Frühen Neuzeit                        | Bernd Roeck               | 2/2011 (1991)              | | ISBN 978-3-486-59800-1 |
| 10   | Landwirtschaft in der Frühen Neuzeit                                              | Walter Achilles           | 1991                       | | ISBN 978-3-486-55739-8 |
| 11   | Die deutsche Wirtschaft im 16. Jahrhundert                                        | Franz Mathis              | 1992                       | | ISBN 978-3-486-55798-5 |
| 12   | Konfessionalisierung im 16. Jahrhundert                                           | Heinrich R. Schmidt       | 1992                       | | ISBN 978-3-486-55037-5 |
| 13   | Agrarwirtschaft, Agrarverfassung und ländliche Gesellschaft im Mittelalter        | Werner Rösener            | 1992                       | | ISBN 978-3-486-55024-5 |
| 14   | König, Reich und Reichsreform im Spätmittelalter                                  | Karl-Friedrich Krieger    | 2/2005 (1992)              | | ISBN 978-3-486-57670-2 |
| 15   | Die deutsche Frage und das europäische Staatensystem 1815–1871                    | Anselm Doering-Manteuffel | 3/2010 (1993)              | | ISBN 978-3-486-59675-5 |
| 16   | Die Juden in Deutschland 1780–1918                                                | Shulamit Volkov           | 2/2000 (1994)              | | ISBN 978-3-486-56481-5 |
| 17   | Die mittelalterliche Kirche                                                       | Michael Borgolte          | 2/2004 (1992)              | | ISBN 978-3-486-20026-3 |
| 18   | Adel in der Frühen Neuzeit                                                        | Rudolf Endres             | 1993                       | | ISBN 978-3-486-55742-8 |
| 19   | Bauern 1648–1806                                                                  | Werner Troßbach           | 1993                       | | ISBN 978-3-486-70198-2 |
| 20   | Religiöse Bewegungen in der Frühen Neuzeit                                        | Hans-Jürgen Goertz        | 1993                       | | ISBN 978-3-486-55759-6 |
| 21   | Der Investiturstreit                                                              | Wilfried Hartmann         | 3/2007 (1994)              | | ISBN 978-3-486-57841-6 |
| 22   | Verfassungsstaat und Nationsbildung 1815–1871                                     | Elisabeth Fehrenbach      | 2/2007 (1992)              | | ISBN 978-3-486-58217-8 |
| 23   | Vom aufgeklärten Reformstaat zum bürokratischen Staatsabsolutismus                | Walter Demel              | 2/2010 (1993)              | | ISBN 978-3-486-59240-5 |
| 24   | Die Stadt in der Frühen Neuzeit                                                   | Heinz Schilling           | 3/2015 (1993)              | | ISBN 978-3-11-039963-9 |
| 25   | Von der ständischen zur bürgerlichen Gesellschaft                                 | Lothar Gall               | 2/2015 (1993)              | | ISBN 978-3-486-71276-6 |
| 26   | Das römische Erbe und das Merowingerreich                                         | Reinhold Kaiser           | 3/2004 (1993)              | | ISBN 978-3-486-56722-9 |
| 27   | Königtum und Königsherrschaft im 10. und 11. Jahrhundert                          | Egon Boshof               | 3/2010 (1993)              | | ISBN 978-3-486-59237-5 |
| 28   | Bevölkerungsgeschichte und historische Demographie 1500–1800                      | Christian Pfister         | 2/2007 (1994)              | | ISBN 978-3-486-58157-7 |
| 29   | Gewerbe und Industrie im 19. und 20. Jahrhundert                                  | Toni Pierenkemper         | 2/2007 (1994)              | | ISBN 978-3-486-58320-5 |
| 30   | Bildung und Wissenschaft in der Frühen Neuzeit 1650–1800                          | Anton Schindling          | 2/1999 (1994)              | | ISBN 978-3-486-56422-8 |
| 31   | Die Entstehung des Deutschen Reiches                                              | Joachim Ehlers            | 4/2012 (1994)              | | ISBN 978-3-486-71721-1 |
| 32   | Die ritterlich-höfische Kultur des Mittelalters                                   | Werner Paravicini         | 3/2011 (1994)              | | ISBN 978-3-486-70416-7 |
| 33   | Der Fürstenhof in der Frühen Neuzeit                                              | Rainer A. Müller          | 2/2004 (1995)              | | ISBN 978-3-486-56766-3 |
| 34   | Armut, Unterschichten, Randgruppen in der Frühen Neuzeit                          | Wolfgang von Hippel       | 2/2013 (1995)              | | ISBN 978-3-486-70224-8 |
| 35   | Fürstliche Herrschaft und Territorium im späten Mittelalter                       | Ernst Schubert            | 2/2006 (1996)              | | ISBN 978-3-486-57978-9 |
| 36   | Die Arbeiterschaft im 19. und 20. Jahrhundert                                     | Gerhard Schildt           | 1996                       | | ISBN 978-3-486-55012-2 |
| 37   | Könige und Fürsten, Kaiser und Papst im 12. Jahrhundert                           | Bernhard Schimmelpfennig  | 1996                       | | ISBN 978-3-486-55033-7 |
| 38   | Bauern zwischen Bauernkrieg und Dreißigjährigem Krieg                             | André Holenstein          | 1996                       | | ISBN 978-3-486-70209-5 |
| 39   | Nationalsozialistische Herrschaft                                                 | Ulrich von Hehl           | 1996                       | | ISBN 978-3-486-70188-3 |
| 40   | Deutschland und seine Nachbarn 1200–1500                                          | Dieter Berg               | 1997                       | | ISBN 978-3-486-55707-7 |
| 41   | Die Bundesrepublik Deutschland – Verfassung, Parlament und Parteien 1945-1998     | Adolf M. Birke            | 2/2010 (1997)              | | ISBN 978-3-486-59221-4 |
| 42   | Das Reich in der Frühen Neuzeit                                                   | Helmut Neuhaus            | 2/2003 (1997)              | | ISBN 978-3-486-70179-1 |
| 43   | Die deutschen Juden 1914–1945                                                     | Moshe Zimmermann          | 1997                       | | ISBN 978-3-486-55082-5 |
| 44   | Die Juden im mittelalterlichen Reich                                              | Michael Toch              | 3/2013 (1998)              | | ISBN 978-3-486-71908-6 |
| 45   | Banken und Versicherungen im 19. und 20. Jahrhundert                              | Eckhard Wandel            | 1998                       | | ISBN 978-3-486-55072-6 |
| 46   | Die Entwicklung der Wirtschaft im Zeitalter des Merkantilismus 1620–1800          | Rainer Gömmel             | 1998                       | | ISBN 978-3-486-55757-2 |
| 47   | Die deutsche Wirtschaft im 20. Jahrhundert                                        | Wilfried Feldenkirchen    | 1998                       | | ISBN 978-3-486-55744-2 |
| 48   | Kirche, Politik und Gesellschaft im 19. Jahrhundert                               | Gerhard Besier            | 1998                       | | ISBN 978-3-486-55709-1 |
| 49   | Die Industrielle Revolution in Deutschland                                        | Hans-Werner Hahn          | 2/2005 (1998)              | | ISBN 978-3-486-57669-6 |
| 50   | Geschichte der Familie im 19. und 20. Jahrhundert                                 | Andreas Gestrich          | 3/2013 (1999)              | | ISBN 978-3-486-71410-4 |
| 51   | Kirche, Staat und Gesellschaft im 17. und 18. Jahrhundert                         | Michael Maurer            | 1999                       | | ISBN 978-3-486-70217-0 |
| 52   | Politik im deutschen Kaiserreich 1871–1918                                        | Hans-Peter Ullmann        | 2/2005 (1999)              | | ISBN 978-3-486-57707-5 |
| 53   | Die Außenpolitik der Weimarer Republik                                            | Gottfried Niedhart        | 1999                       | | ISBN 978-3-486-55787-9 |
| 54   | Die Angestellten seit dem 19. Jahrhundert                                         | Günther Schulz            | 2000                       | | ISBN 978-3-486-55045-0 |
| 55   | Adel im 19. und 20. Jahrhundert                                                   | Heinz Reif                | 2/2012 (1999)              | | ISBN 978-3-486-70700-7 |
| 56   | Kirche, Politik und Gesellschaft im 20. Jahrhundert                               | Gerhard Besier            | 2000                       | | ISBN 978-3-486-56437-2 |
| 57   | Die Germanen                                                                      | Walter Pohl               | 2000                       | | ISBN 978-3-486-55706-0 |
| 58   | Die Weimarer Republik (Politik und Gesellschaft)                                  | Andreas Wirsching         | 2/2008 (2000)              | | ISBN 978-3-486-58736-4 |
| 59   | Kommunikation, Handel, Geld und Banken in der Frühen Neuzeit                      | Michael North             | 2000                       | | ISBN 978-3-486-56478-5 |
| 60   | Die Juden in Deutschland vom 16. bis zum Ende des 18. Jahrhunderts                | Friedrich Battenberg      | 2001                       | | ISBN 978-3-486-55777-0 |
| 61   | Die Aufklärung                                                                    | Winfried Müller           | 2002                       | | ISBN 978-3-486-70185-2 |
| 62   | Lebenswelt und Kultur der unterständischen Schichten in der Frühen Neuzeit        | Robert von Friedeburg     | 2002                       | | ISBN 978-3-486-55796-1 |
| 63   | Handel und Verkehr im 20. Jahrhundert                                             | Christopher Kopper        | 2002                       | | ISBN 978-3-486-55077-1 |
| 64   | Bildung und Wissenschaft vom 15. bis zum 17. Jahrhundert                          | Notker Hammerstein        | 2003                       | | ISBN 978-3-486-55593-6 |
| 65   | Kultur, Bildung und Wissenschaft im 20. Jahrhundert                               | Frank-Lothar Kroll        | 2003                       | | ISBN 978-3-486-55002-3 |
| 66   | Die Innenpolitik der DDR                                                          | Günther Heydemann         | 2003                       | | ISBN 978-3-486-55770-1 |
| 67   | Die Landständische Verfassung                                                     | Kersten Krüger            | 2003                       | | ISBN 978-3-486-55018-4 |
| 68   | Grundformen der Frömmigkeit im Mittelalter                                        | Arnold Angenendt          | 2004                       | | ISBN 978-3-486-55700-8 |
| 69   | Die Außenpolitik der DDR                                                          | Joachim Scholtyseck       | 2003                       | | ISBN 978-3-486-55748-0 |
| 70   | Staat und Wirtschaft im 19. Jahrhundert                                           | Rudolf Boch               | 2004                       | | ISBN 978-3-486-55712-1 |
| 71   | Bevölkerungsgeschichte und Historische Demographie 1800–2010                      | Josef Ehmer               | 2/2013 (2004)              | Erschien ursprünglich unter dem Titel: Bevölkerungsgeschichte und Historische Demoraphie 1800–2000 | ISBN 978-3-486-71218-6 |
| 72   | Adel, Ministerialität und Rittertum im Mittelalter                                | Werner Hechberger         | 2/2010 (2004)              | | ISBN 978-3-486-59758-5 |
| 73   | Agrarwirtschaft und ländliche Gesellschaft im 20. Jahrhundert                     | Ulrich Kluge              | 2004                       | | ISBN 978-3-486-56605-5 |
| 74   | Die Reformation – Voraussetzungen und Durchsetzung                                | Olaf Mörke                | 3/2017 (2005)              | | ISBN 978-3-11-045810-7 |
| 75   | Lebenswelt und Kultur des Bürgertums im 19. und 20. Jahrhundert                   | Andreas Schulz            | 2/2014 (2005)              | | ISBN 978-3-11-034581-0 |
| 76   | Die Sozialgeschichte der DDR                                                      | Arnd Bauerkämper          | 2005                       | | ISBN 978-3-486-57638-2 |
| 77   | Militär, Staat und Gesellschaft im 19. Jahrhundert                                | Ralf Pröve                | 2006                       | | ISBN 978-3-486-57634-4 |
| 78   | Der Deutsche Bund 1815–1866                                                       | Jürgen Müller             | 2006                       | | ISBN 978-3-486-55029-0 |
| 79   | Technik und Wirtschaft im 19. und 20. Jahrhundert                                 | Christian Kleinschmidt    | 2006                       | | ISBN 978-3-486-58030-3 |
| 80   | Die Sozialgeschichte der Bundesrepublik Deutschland bis 1989/90                   | Axel Schildt              | 2007                       | | ISBN 978-3-486-56604-8 |
| 81   | Umweltgeschichte im 19. und 20. Jahrhundert                                       | Frank Uekötter            | 2007                       | | ISBN 978-3-486-57632-0 |
| 82   | Kultur, Bildung und Wissenschaft im 19. Jahrhundert                               | Hans-Christof Kraus       | 2008                       | | ISBN 978-3-486-55727-5 |
| 83   | Die Außenpolitik der Bundesrepublik Deutschland 1949 bis 1990                     | Ulrich Lappenküper        | 2008                       | | ISBN 978-3-486-55040-5 |
| 84   | Die Stadt im Mittelalter                                                          | Frank G. Hirschmann       | 2/2016 (2009)              | | ISBN 978-3-11-045814-5 |
| 85   | Medien in der Frühen Neuzeit                                                      | Andreas Würgler           | 2/2013 (2009)              | | ISBN 978-3-486-75521-3 |
| 86   | Migration vom 19. bis zum 21. Jahrhundert                                         | Jochen Oltmer             | 3/2016 (2010)              | | ISBN 978-3-11-047137-3 |
| 87   | Militär, Staat und Gesellschaft im 20. Jahrhundert (1890–1990)                    | Bernhard R. Kroener       | 2010                       | | ISBN 978-3-486-57635-1 |
| 88   | Die Herrschaften der Karolinger 714–911                                           | Jörg W. Busch             | 2011                       | | ISBN 978-3-486-55779-4 |
| 89   | Umweltgeschichte der Frühen Neuzeit                                               | Reinhold Reith            | 2011                       | | ISBN 978-3-486-57622-1 |
| 90   | Die kirchliche Krise des Spätmittelalters – Schisma, Konziliarismus und Konzilien | Heribert Müller           | 2012                       | | ISBN 978-3-486-55864-7 |
| 91   | Landesherrschaft, Territorien und Staat in der Frühen Neuzeit                     | Joachim Bahlcke           | 2012                       | | ISBN 978-3-486-55046-7 |
| 92   | Kriegswesen, Herrschaft und Gesellschaft 1300–1800                                | Bernhard R. Kroener       | 2013                       | | ISBN 978-3-486-56592-8 |
| 93   | Renaissance und Humanismus                                                        | Ulrich Muhlack            | 2017                       | | ISBN 978-3-486-57932-1 |
| 94   | Unternehmensgeschichte im 19. und 20. Jahrhundert                                 | Werner Plumpe             | 2018                       | | ISBN 978-3-486-58104-1 |